# Соловьёв, Сергей Васильевич (художник)
Сергей Васильевич Соловьёв (28 апреля 1901, Курск — 29 ноября 1975, Масса) — художник комиксов и иллюстратор в Королевстве Югославия.

## Биография
Выпускник Николаевского кавалерийского училища. Галлиполиец. В декабре 1920 в составе кавалерийского училища прибывает в Галлиполи. Летом 1921 года пишет юмористические рассказы в рукописный журнал «Репейник». После восстановления Николаевского кавалерийского училища издает рукописный еженедельный литературно-юмористический журнал «Школьная Заря» юнкеров 2 эскадрона Николаевского кавалерийского училища, в котором размещает серию карикатур и рассказов про жизнь в Галлиполи. Его особое внимание привлекают злоупотребления в интендантстве, что, возможно, повлияло на выбор его будущей работы. В составе училища в декабре 1921 года оказывается в Королевстве сербов, хорватов и словенцев, сначала в г. Белая Церковь, где приказом генерала Врангеля N245 от 2 сентября 1923 года юнкер Соловьев Сергей был произведен в офицеры с присвоением чина корнета и назначением в 1-й кавалерийский полк. По окончании службы жил в Любляне, а потом в Белграде. Чиновник налоговой службы. С 1937 года рисовал комиксы по мотивам литературных произведений, по сценариям Бранко Видича, а также собственного сочинения. В общей сложности нарисовал тридцать один роман, которые публиковались не только в Югославии, но и во Франции и Бельгии.
В конце 40-х Сергей Соловьев переезжает жить в Италию, где сотрудничает с издательством Sergio Bonelli Editore: рисует комиксы, тематические истории, иллюстрации. В итальянском наследии Соловьева много комиксов на различные темы: вестерны, приключенческие и научно-фантастические романы, но особый интерес представляют два комикса — «Сын полка» и начатый Соловьевым и, к сожалению, незаконченный комикс о Курской дуге. Скончался художник в Италии, похоронен на кладбище Миртето в городе Масса. В его художественном наследии, кроме комиксов и иллюстраций, остались еще чудесные акварели и великолепная графика, которые входят в коллекцию Российского фонда культуры. Рисунки карандашом, акварель и рукописные журналы Галлиполийского периода 1921 года находятся в Париже, в Музее-архиве Общества бывших юнкеров Николаевского Кавалерийского Училища..

## Работы
Журнал «Школьная Заря»
- История американских продуктов. Серия в пяти картинах., 1921.
- Несостоявшийся партнер, 1921.
- В ожидании парохода, 1921.
- Дежурный по кухне до раздачи обеда, 1921.
- Русские — в Сербию, 1921.
- Главная контора редакции, 1921.
- Несут! Несут!, 1921.
- Гимнастика, 1921.
- Парад в Галлиполи через 25 лет, 1921.
- Пир по случаю отъезда в Болгарию, 1921.
- Вместо Болгарии — гауптвахта, 1921.
- Рыцарь Галлиполийского Ордена с доспехами, 1921.
- Судьба турецкой торговли после отъезда русских, 1921.

Журнал «Мика Миш»
- Легион проклятых (Легија проклетих), 1937.
- В пучине (У вртлогу), 1937.
- Три мушкетера (Три мускетара), 1937.
- Черный атаман (Црни атаман), 1937/38, 1940.
- Дьявол и его ученик (Ђаво и његов шегрт), 1937/38.
- Сон в летнюю ночь (Сан летње ноћи), 1938.
- Казаки (Козаци), 1938/40.
- Ученик дьявола в XX веке (Ђаволов шегрт у XX веку), 1938.
- Буря в пустыне (Вихор у пустињи), 1938/39.
- Буффало Билл (Буфало Бил), 1939.
- Робин Гуд (Робин Худ), по роману В. Скотта, 1939.
- Айвенго (Ајванхо), по роману В. Скотта, 1939.
- Ромео и Джульетта (Ромео и Јулија), 1939/40.
- Носитель царского щита (Царев штитоноша), 1940/41.

Журнал «Микијево царство»
- Наполеон, сценарий Бранко Видич, 1940.
- Черная маска — лорд Уоррик (Црна маска — лорд Варвик), 1940.
- Биг Кид, сценарий Бранко Видич, 1940,
- Непобедимый восток (Исток непобедиви), 1940.
- Под свободным солнцем (Под слободним сунцем), 1940.
- Сибирочка (Млада Сибирка), 1940.
- Путь к славе (Пут ка слави), 1940.

Журнал «Плави забавник»
- Соня или Первая любовь (Соња или Прва љубав), 1940.

Журнал «Политикин забавник»
- Остров сокровищ (Острво с благом), 1941.

Журнал «Пегаз»
- Песня южного ветра (Песма јужног ветра), 1975.